# Aleksandr Lukashenko
Aleksandr Grigórievich Lukashenko (en ruso: Александр Григорьевич Лукашенко, en bielorruso: Аляксандр Рыгоравіч Лукашэнка, Aliaksandr Ryhoravič Łukašenka; Kopys, Raión de Orsha, Vítebsk; 31 de agosto de 1954) o Alexandr Lukashenko es un político bielorruso que se desempeña como el actual presidente de Bielorrusia, cargo que ocupa ininterrumpidamente desde el 20 de julio de 1994.
En su juventud se licenció en historia, cumplió el servicio militar en las tropas de frontera soviéticas y trabajó como director de una granja colectiva. Después de una década como miembro del Partido Comunista de Bielorrusia, obtuvo el acta de diputado en 1990 y formó parte de una corriente que buscaba mantener la Unión Soviética bajo un sistema democrático. En 1991, fue el único miembro del Sóviet Supremo bielorruso que votó en contra de la disolución de la URSS. Durante los primeros años de independencia, se ganó fama de luchador contra la corrupción en una época marcada por la crisis y la desafección hacia la clase política. En diciembre de 1993, fue elegido presidente del Comité Anticorrupción y desde ese cargo forzó la dimisión de Stanislav Shushkévich, quien perdió una moción de confianza en el parlamento.
Ganó las elecciones presidenciales de 1994 como candidato independiente, con un programa electoral en el que prometía medidas económicas de corte socialista y una mayor integración con Rusia, concretado en acuerdos como el Estado de la Unión de Rusia y Bielorrusia (1997) y la Comunidad Económica Eurasiática (2000). Desde entonces ha sido reelegido en seis ocasiones con porcentajes superiores al 70 % de los votos, resultados controvertidos al ser considerados fraude electoral por parte de la Organización para la Seguridad y la Cooperación en Europa (OSCE). Dentro de su país mantiene una alta popularidad gracias al mantenimiento de ayudas sociales y el desarrollo económico, sin embargo las elecciones presidenciales de 2020 constataron que el descontento iba en aumento —según algunos analistas a causa de la gestión de la COVID-19 sumado al descontento por los bajos salarios y la falta de libertades — y por primera vez tuvo que hacer frente a una oposición organizada liderada por Svetlana Tijanóvskaya que cuestiona su mantenimiento en el poder.
Su mandato es materia de controversia: mientras que para sus seguidores logró crecimiento bajo un socialismo de mercado que evitó los efectos negativos de la «terapia de choque» instaurada en la Rusia de Borís Yeltsin, sus detractores lamentan que haya ejercido un mandato autoritario y le acusan de violación de los derechos humanos, persecución a opositores y de ser «el último dictador de Europa».
En la comunidad internacional, ha utilizado la posición estratégica de Bielorrusia (entre Europa Occidental y Rusia) para la obtención de acuerdos comerciales, en especial de materias primas y energía con Rusia. Las relaciones con Estados Unidos y la Unión Europea son muy complicadas, los gobiernos de estos países no reconocen sus resultados electorales e incluso le han impuesto sanciones. Los principales aliados de Lukashenko son la Comunidad de Estados Independientes, la República Popular de China, los países de la ALBA-TCP y países de Oriente Medio como Irán e Irak. A mediados de 2019 se produjo un acercamiento con Estados Unidos que culminó en 2020 cuando Lukashenko se reunió con el secretario de Estado Mike Pompeo, negoció el regreso del embajador de Estados Unidos a Minsk tras doce años de ausencia y la compra de crudo.
Por su apoyo a Moscú en la Invasión rusa de Ucrania de 2022 ha sido sancionado por Estados Unidos, la Unión Europea, Japón, Australia, Nueva Zelanda y Reino Unido.

## Primeros años
Lukashenko nació el 31 de agosto de 1954 en Kopys, una villa de la provincia de Vítebsk, RSS de Bielorrusia (en aquella época, parte de la Unión Soviética). Su abuelo paterno, al que debe el apellido, era de origen ucraniano. Tuvo una infancia muy modesta al ser criado solo por su madre. En 1975 obtuvo la licenciatura en Historia por el Instituto Pedagógico de Maguilov, y diez años después se graduó en la Academia Bielorrusa de Agricultura.

## Carrera militar y política temprana
Sirvió dos periodos como comisario político en el Ejército Soviético: primero fue guardia de las tropas de frontera en Brest desde 1975 hasta 1977, y cuando terminó su servicio se convirtió en el líder de la organización juvenil comunista (Komsomol) de Maguilov hasta 1978. Un año después se afilió en el Partido Comunista de la URSS. Regresó a las fuerzas armadas para ser oficial de infantería entre 1980 y 1982. Durante ese periodo se había proclamado campeón bielorruso de sambo, un sistema de defensa personal.
En 1982, asumió la vicepresidencia de un koljós (granja estatal) en Gorodéts durante tres años, hasta ascender al máximo cargo. Luego dirigió una planta de materiales de construcción en Shklov.
Lukashenko logró en 1990 un acta de diputado en el Sóviet Supremo de la RSS de Bielorrusia. En ese tiempo formó una facción dentro del Partido Comunista de Bielorrusia (PCB), llamada «Comunistas por la democracia», que abogaba por mantener la URSS bajo preceptos democráticos. En diciembre de 1991, fue el único parlamentario bielorruso que votó en contra de la ratificación del Tratado de Belavezha, por el que se confirmó la disolución de la Unión Soviética y el establecimiento de la Comunidad de Estados Independientes.
En los primeros años de la Bielorrusia independiente, una época marcada por la desafección hacia la política, Lukashenko ganó fama como figura pública contra la corrupción. Si bien mantuvo su relación con el comunismo, perdió el favor de muchos de los integrantes del viejo PCB por sus ataques a los privilegios de la nomenklatura. En 1993, fue elegido presidente del Comité Anticorrupción del parlamento de Bielorrusia. Desde ese cargo acusó a más de setenta dirigentes, incluyendo al presidente Stanislav Shushkévich y al primer ministro Viacheslav Kébich, de corrupción generalizada y enriquecimiento personal. Al final Shushkévich tuvo que dimitir en enero de 1994, tras perder una moción de confianza.
El proceso derivó en la redacción de la nueva Constitución de Bielorrusia y la celebración de las primeras elecciones presidenciales democráticas, que tuvieron lugar en julio de 1994.

## Presidencia de Bielorrusia

### Primer mandato (1994-2001)

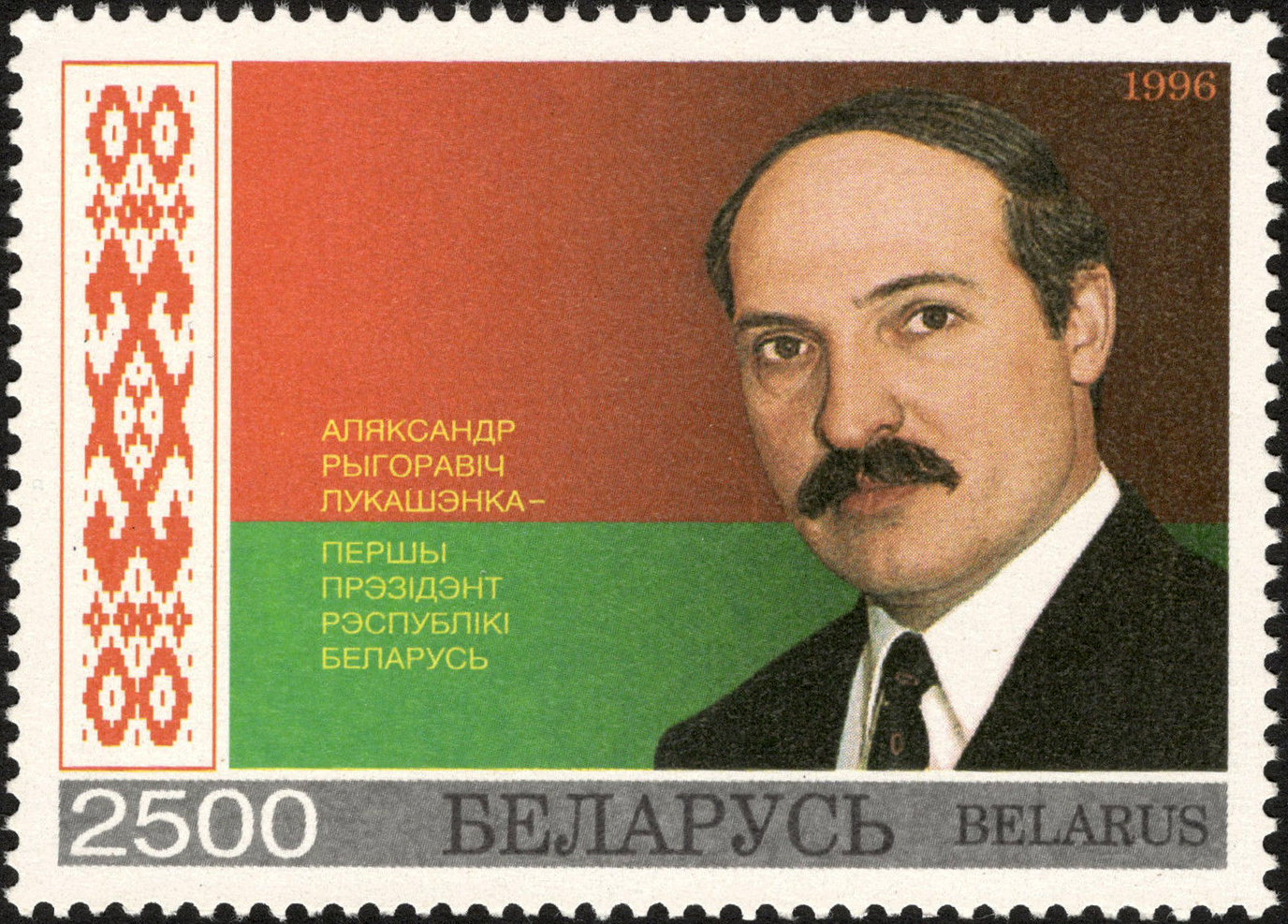
Sello bielorruso de 1996 con la efigie de Lukashenko.

Lukashenko se presentó a las elecciones presidenciales como miembro independiente de una plataforma popular, de marcado carácter populista. Entre sus promesas se encontraban acabar con la corrupción, «derrotar a la mafia» y favorecer una mayor integración con Rusia. Su candidatura se enfrentaba a otras cinco opciones, siendo a priori favoritas las de los exmandatarios Kébich y Shushkévich. En total hubo dos rondas: el 24 de junio y 10 de julio de 1994. En la primera Lukashenko obtuvo el 45% de los votos, mientras que en la segunda vuelta sacó más del 80% del apoyo popular frente a Kébich.
Los resultados sorprendieron dentro de Bielorrusia y en la comunidad internacional, dada la juventud de Lukashenko (treinta y nueve años) y su falta de experiencia. Pero el electorado se decantó por un cambio de rumbo, ya que Bielorrusia atravesaba entonces una grave crisis económica. Cuando llegó al poder la inflación se había disparado un 40%, el desempleo era muy alto y, en términos generales, el nivel de vida había empeorado de forma notable. Por otra parte, las pocas reformas capitalistas implementadas no habían surtido efecto.
El mandatario intentó estabilizar la economía a través de la recuperación de medidas propias del modelo socialista. Entre ellas, dobló el salario mínimo, reintrodujo el control de precios de varios servicios y nacionalizó los bancos que habían sido privatizados. Se pretendía así evitar los efectos negativos que tuvo la «terapia de choque» hacia el capitalismo en otras naciones de la antigua URSS. Sin embargo, la economía permaneció estancada porque no se recuperó la producción. A nivel interno, destituyó a algunos miembros del gabinete bajo acusaciones de corrupción, entre ellos el ministro de Defensa y el jefe de las Fuerzas Armadas. La oposición creció a tal punto que se produjeron enfrentamientos continuos entre la presidencia y el parlamento, formado en su mayoría por la vieja guardia del Partido Comunista.

#### Reformas constitucionales
El 14 de mayo de 1995, se llevó a cabo un referéndum en el que se decidieron cuatro cuestiones: el cambio de los símbolos nacionales (los propuestos eran muy similares a los de la Bielorrusia Soviética), la mayor integración con Rusia, otorgar al idioma ruso el mismo estatus que al bielorruso y reforzar la presidencia con poderes plenos, incluido el de disolver el parlamento. El soviet solo aprobó que se votase el acuerdo con Rusia, rechazando los demás. La negativa a cambiar las preguntas provocó un fuerte enfrentamiento con el resto de diputados, en especial del nacionalista Frente Popular. Al final la consulta tuvo lugar y los cuatro puntos fueron aprobados por el 75% del electorado, con una participación del 64,8%.
En ese tiempo, las relaciones entre Bielorrusia y la comunidad internacional se habían deteriorado. En 1996, el gobierno amenazó a la OTAN con no desmantelar los misiles de la época soviética. Y el Fondo Monetario Internacional anunció que dejaría de aportar ayudas económicas, en vista de que no se estaban tomando medidas reformistas. Lukashenko declaró que las recomendaciones del FMI «son apropiadas para una economía capitalista, pero no para nuestro país».
En el verano de 1996, 70 de los 110 diputados de la Duma bielorrusa presentaron una moción de censura para derrocar a Lukashenko con cargos por «violación de la Constitución». En respuesta, el presidente organizó un referéndum de reforma constitucional en noviembre de 1996 que consolidaba su poder. Ganó la consulta con un 70,5% de apoyo popular. Además de reforzarse la figura del presidente, con una reelección automática por cinco años hasta 2001, se reemplazaba el antiguo parlamento por un sistema bicameral (Asamblea Nacional) con Cámara de Representantes y un Consejo de la República (Senado) por provincias. El gobierno se valió de sus opciones para garantizar la aprobación, incluyendo presiones a medios de comunicación. La reforma salió adelante a pesar de que tanto el expresidente del parlamento bielorruso como el bloque occidental calificaron el resultado de farsa. Lukashenko sí fue felicitado por Rusia y China, sus principales aliados.

#### Acercamiento a Rusia

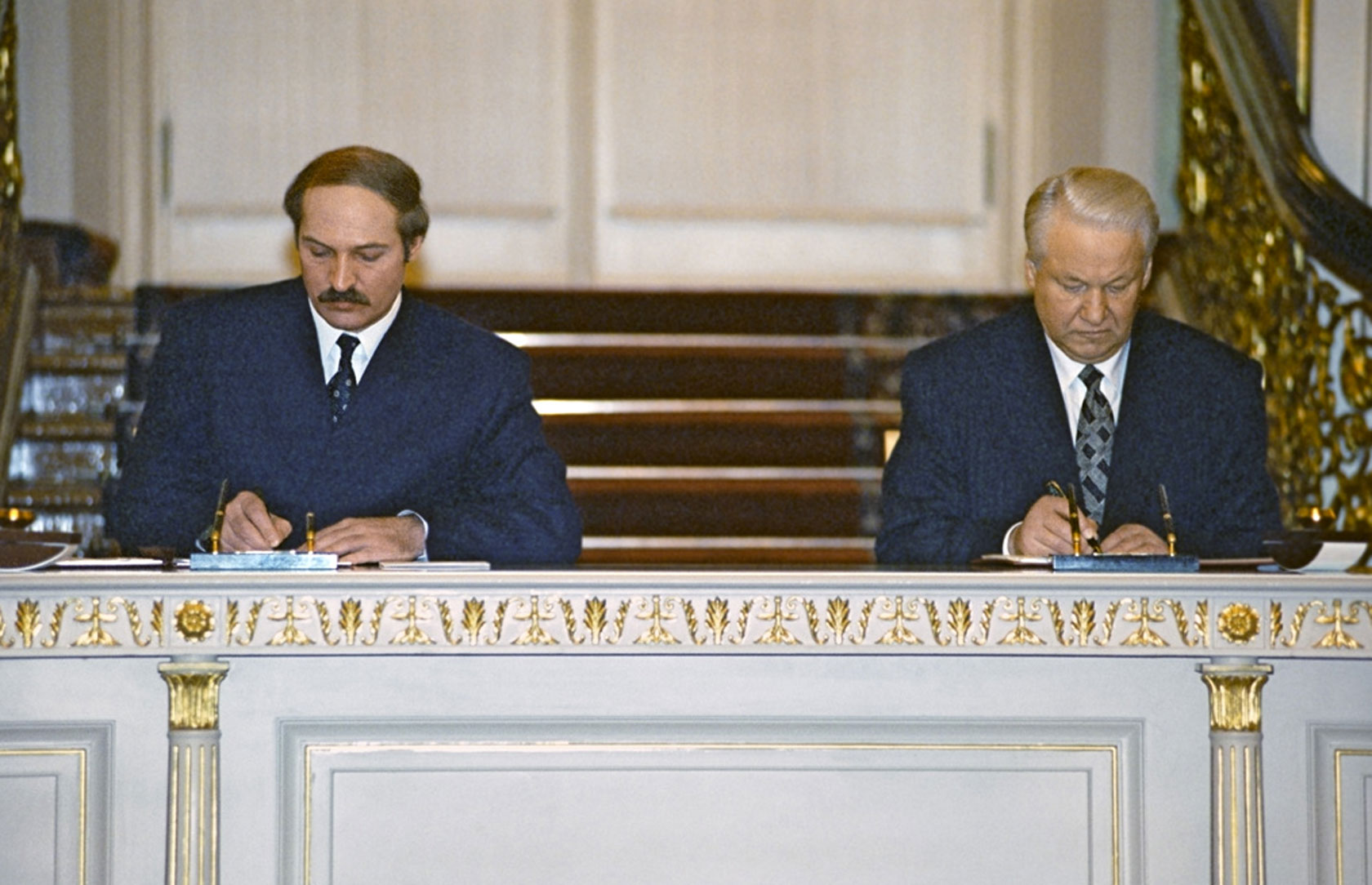
Lukashenko firma, junto al presidente ruso Borís Yeltsin, el tratado de estabilidad con Rusia (1997).

El acuerdo internacional más importante fue la aprobación en 1997 del Estado de la Unión, entidad supranacional entre Rusia y Bielorrusia. El acuerdo era esencial para el ejecutivo de Lukashenko: su país es completamente dependiente del gas y la electricidad rusas, pero muchos de los negocios no podían pagar las importaciones de energía por la fragilidad del rublo bielorruso. Originalmente constituido como mancomunidad el 2 de abril de 1996, la actual confederación fue aprobada en su primer aniversario. Pese a que las relaciones entre ambos estados han experimentado altibajos, se ha mantenido en el tiempo.
A comienzos de 1998, el Banco Central de Rusia suspendió el comercio con rublos bielorrusos, lo que llevó al colapso de la moneda. Lukashenko tomó el control del Banco Central de Bielorrusia para imponer el cambio de valor a los niveles anteriores, así como congelar las cuentas de los bancos y reducir sus actividades comerciales. Esto provocó una fuga de capitales y la carestía de productos, agotados ante los temores de una hiperinflación. Ante estos hechos, Lukashenko culpó de los problemas del país a un «sabotaje económico» contra ellos. Para presionar a la comunidad internacional, en abril del mismo año expulsó a los embajadores de Estados Unidos, Japón y varios países europeos de su complejo residencial a las afueras de Minsk. Esto causó un conflicto porque las residencias diplomáticas están estrictamente protegidas bajo los términos de la Convención de Viena.
El alejamiento de los países occidentales llevó a su gobierno a acercar posturas con otros potenciales aliados. En 1999 se supo que Bielorrusia había exportado armamento a un grupo de países entre los que se encontraban Irán, el Irak de Sadam Huseín y la Yugoslavia de Slobodan Milošević. Con el estallido de la guerra de Kosovo en 1999, Lukashenko fue una de las pocas voces que defendió a Milošević e incluso propuso una «Unión Eslava» entre Rusia, Bielorrusia y Serbia, algo que no prosperó. Por otro lado, la Unión Europea comenzó a preocuparse por la seguridad de sus reservas de gas de Rusia, las cuales son canalizadas a través de Bielorrusia. Incluso Borís Yeltsin, que estableció la unión económica, se mostró descontento con cómo los bielorrusos se aprovechaban de ella.

### Segundo mandato (2001-2006)

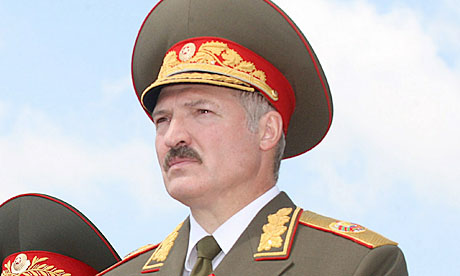
Lukashenko, con el uniforme de las Fuerzas Armadas de Bielorrusia, durante un desfile militar.

Las siguientes elecciones presidenciales tuvieron lugar el 9 de septiembre de 2001, al agotarse la prolongación de mandato. Para estos comicios Lukashenko realizó una campaña muy similar a la de 1994: garantizar la estabilidad, un crecimiento basado en el socialismo, una inmersión completa con Rusia pero sin sus reformas y un mandato fuerte para mantener el orden social. La oposición se agrupó en torno al independiente Vladímir Goncharik y criticó el establecimiento de un sistema que había reproducido la corrupción años atrás denunciada. Sin embargo, el presidente era favorito por la popularidad de sus medidas económicas entre las clases bajas y medias.
Lukashenko ganó las elecciones en la primera vuelta con el 77,4% de los votos. La Organización para la Seguridad y la Cooperación en Europa (OSCE) detectó irregularidades, asegurando que el sistema electoral estaba manipulado y que los opositores no pudieron desplegar su campaña. El apoyo más importante entre la comunidad internacional fue el de Vladímir Putin, nuevo presidente de Rusia, quien le ofreció ampliar los acuerdos de colaboración.
Durante la década del 2000, la economía bielorrusa demostró un crecimiento dinámico y sostenido. El producto interno bruto aumentó hasta alcanzar su máximo del 9,2% en 2005, que se debió en buena parte al desarrollo del sector industrial, la mejoría de la agricultura y los acuerdos comerciales con la Comunidad de Estados Independientes. Las buenas relaciones con Rusia, de la que depende casi por completo en las reservas de petróleo y electricidad, motivaron también un descenso de los costes energéticos, aprovechándose en las negociaciones de su posición geográfica entre Europa Occidental y la Federación Rusa.
No obstante, su mayor punto débil fue el deterioro de las relaciones con Estados Unidos y la Unión Europea. Hubo dos hechos que provocaron la ruptura definitiva. Por un lado, la guerra de Irak de 2003 y la posterior caída de Sadam Huseín, uno de sus mayores aliados en el extranjero. Y por el otro, la ampliación de la Unión Europea en 2004 a veinticinco países, incluidos los fronterizos Polonia, Letonia y Lituania, que acogen instituciones y organismos de oposición al gobierno bielorruso.
En la constitución de Bielorrusia quedaba establecido que la duración del mandato presidencial se restringía a dos legislaturas. Sin embargo, Lukashenko anunció el 7 de septiembre de 2004 que se celebraría un nuevo referéndum de reforma constitucional, programado el 17 de octubre, para eliminar dicho límite. El resultado final fue una aprobación del 86%, bajo acusaciones de fraude electoral.

### Tercer mandato (2006-2010)
El 19 de marzo de 2006, volvieron a celebrarse elecciones presidenciales. Esta vez, Lukashenko ganó por mayoría absoluta del 82,6% de los votos sobre el líder de la oposición, el conservador Aleksandr Milinkévich.
La campaña electoral fue muy intensa y agresiva. El oficialismo acusó a Milinkévich de estar «financiado por Estados Unidos y Europa», mientras que la oposición denunció a su vez que el presidente entorpecía el proceso democrático. Cuando se anunciaron los resultados, Milinkévich se negó a reconocer la derrota por presunto fraude electoral. Del mismo modo, la OSCE exigió la repetición de los comicios y lamentó que los observadores internacionales no tuvieran acceso al recuento. La Comisión Electoral Central de Bielorrusia aseguró que no se había producido ningún incidente durante las votaciones, posición que mantuvieron los observadores de la Comunidad de Estados Independientes.
Inspirados en la revolución naranja de Ucrania, la oposición pidió a sus fieles que ocuparan la plaza de Octubre de Minsk, exigiendo la repetición de las elecciones bajo el lema de «revolución blanca». El día de las votaciones congregaron a más de 10 000 manifestantes. Pero a diferencia de lo que pasó allí, Lukashenko fue capaz de reprimir las protestas. Antes de los comicios ya anunció que le «partirá el cuello» a aquellos que no reconocieran su victoria, y luego desalojó las marchas con el apoyo de la policía. En consecuencia, la Unión Europea le prohibió la entrada a su territorio. Meses después, algunos de los líderes opositores que se posicionaron contra él acabaron en la cárcel, como el socialdemócrata Aleksandr Kazulin.
El 28 de septiembre de 2008, convocó elecciones parlamentarias. Aunque permitió la participación de la oposición, ninguno obtuvo uno solo de los 110 escaños, lo que volvió a disparar las sospechas de los observadores extranjeros. La gran mayoría (103 escaños) fueron a gente sin vinculación política, pero relacionados de un modo u otro con Lukashenko a través de una asociación llamada Bélaya Rus. Los siete restantes fueron al Partido Comunista y al Partido Agrario, leales al presidente.
Lukashenko mantuvo una popularidad alta gracias al crecimiento económico y el mantenimiento de prestaciones a personas vulnerables. Además de garantizarse acuerdos energéticos ventajosos con Rusia, su principal aliado, buscó nuevos apoyos como Irán y la Venezuela de Hugo Chávez. Sin embargo, intentó abrirse a Europa occidental: en abril de 2009 visitó al papa Benedicto XVI en la Ciudad del Vaticano, en lo que fue su primer viaje al Viejo Continente en una década. En 2010 ingresó en la Unión Aduanera Euroasiática junto con Rusia y Kazajistán.

### Cuarto mandato (2010-2015)

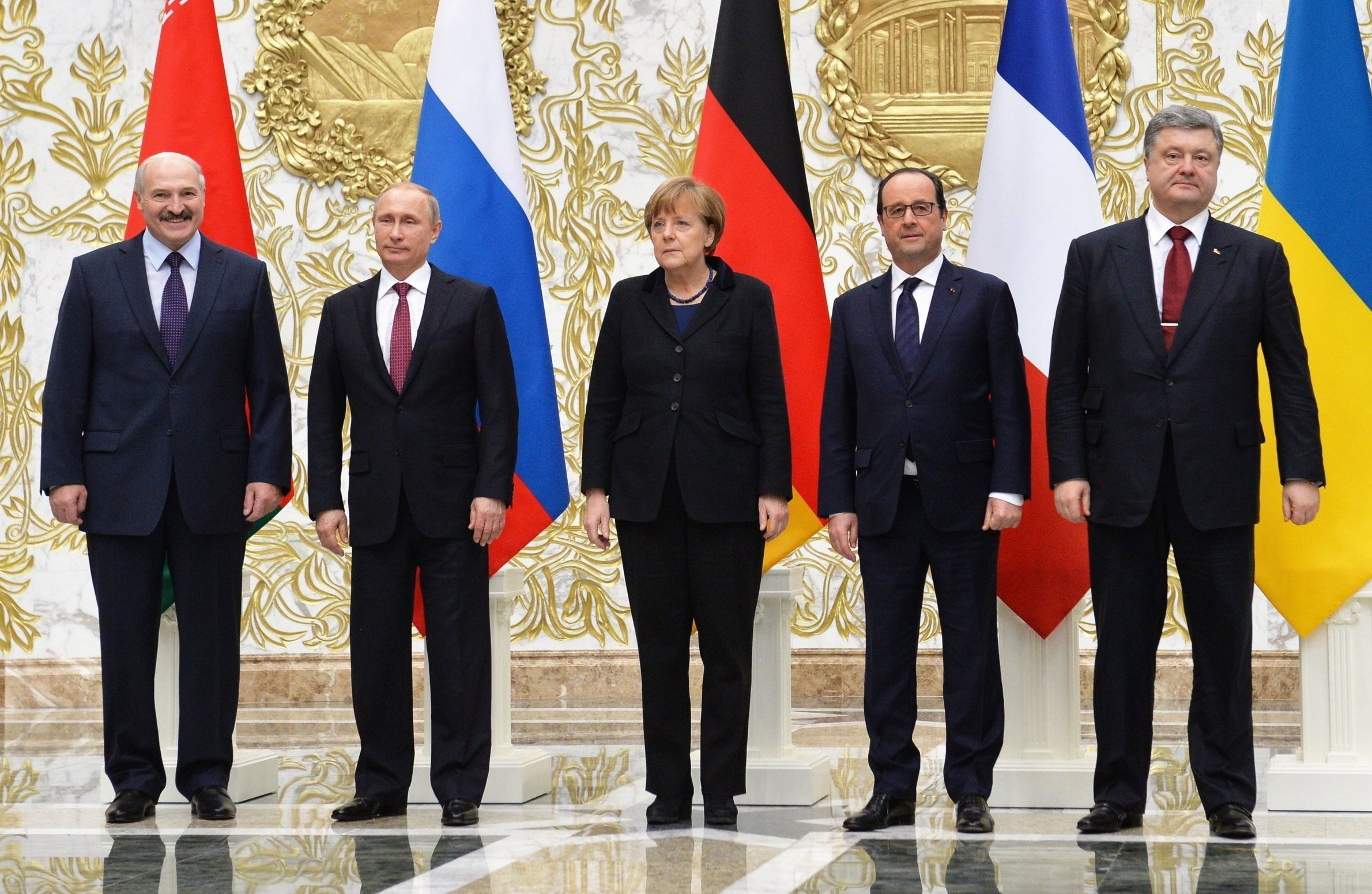
Lukashenko (izquierda), en la firma del protocolo «Minsk II» para el alto el fuego en el Donbás.

La convocatoria de las elecciones presidenciales se adelantó al 19 de diciembre de 2010. En los meses previos se había percibido un empeoramiento de la economía nacional, pero Lukashenko prometió un aumento del salario mínimo a 500 dólares para calmar los ánimos. Bajo nuevas acusaciones de fraude electoral, por las que los observadores de la OSCE fueron incluso expulsados del país, Lukashenko ganó con el 79,67% de los votos frente al 2,67% del segundo, Andréi Sánnikov. Inmediatamente después de los comicios, siete de los nueve opositores que se presentaron (entre ellos Sánnikov) fueron detenidos por la policía nacional. Además se arrestó a manifestantes, periodistas y miembros de organizaciones no gubernamentales. La investidura oficial tuvo lugar el 21 de enero de 2011.
En este mandato, Lukashenko perdió popularidad por el empeoramiento de la economía. Desde el estallido de la crisis financiera de 2008, Bielorrusia había empezado a privatizar compañías estatales como Belaruskali (abonos de potasio) y la red de oleoductos de Beltransneft, adquiridas en su mayoría por la Federación de Rusia. Por otra parte, la población estaba convirtiendo sus ahorros de rublos a dólares ante el temor de una depreciación, llegando incluso a generar déficit de divisas. El Banco Central anunció en mayo de 2011 la devaluación de su moneda en un 56%: hasta 4.930 rublos bielorrusos por dólar. Del mismo modo, los precios de bienes al consumo se dispararon. Estos problemas de divisas han continuado en años posteriores.
El 11 de abril de 2011, se produjo un atentado terrorista en el Metro de Minsk por el que murieron 12 personas. La explosión de una bomba tuvo lugar cerca de la residencia presidencial. Lukashenko alegó que los culpables querían desestabilizar al estado, y ordenó una investigación exhaustiva de los almacenajes de instalaciones armamentísticas. Hubo dos detenidos, condenados a la pena de muerte.
Durante los años siguientes, el presidente ha mantenido un férreo control para evitar cualquier movimiento de oposición. En 2012, destituyó a varios altos cargos militares y a su ministro de Exteriores por no haber impedido que, sobre el cielo de Minsk, volase una avioneta sueca que lanzó osos de peluche con mensajes a favor de los derechos humanos. El suceso motivó también un conflicto diplomático entre Bielorrusia y Suecia. En el mismo año, la oposición boicoteó las elecciones parlamentarias, alegando que los presos políticos detenidos en 2010 aún no habían sido liberados.
Bielorrusia fue anfitrión en las reuniones del protocolo de Minsk (octubre de 2014) y Minsk II (febrero de 2015), entre Rusia y la Unión Europea, para buscar un acuerdo que acabara con la guerra del Donbás.

### Quinto mandato (2015-2020)
En las elecciones presidenciales del 11 de octubre de 2015, Lukashenko volvió a vencer con un total del 83,47% de los votos, superior al de los comicios de 2010.
A mediados de septiembre de 2017, Lukashenko supervisó el avance de las relaciones militares conjuntas de Rusia y Bielorrusia durante los ejercicios militares que formaron parte del ejercicio Zapad 2017.
En agosto de 2018, Lukashenko despidió a su primer ministro Andrei Kobyakov y a varios otros funcionarios debido a un escándalo de corrupción. Siarhiej Rumas fue nombrado para tomar su lugar como primer ministro.  En mayo de 2017, Lukashenko firmó un decreto sobre la Fundación de la Dirección de los Juegos Europeos de 2019 en Minsk. En abril de 2019, Lukashenko anunció que los juegos estaban dentro del presupuesto y a tiempo, y finalmente abrió la segunda edición del evento el 21 de junio. Entre el 1 y el 3 de julio de 2019, supervisó las celebraciones nacionales del 75 aniversario de la ofensiva de Minsk.
En agosto de 2019, Lukashenko se reunió con el expresidente kirguiso Kurmanbek Bakíev, quien ha vivido en el exilio en Minsk desde 2010, en el Palacio de la Independencia para conmemorar el 70 cumpleaños de Bakíev. La reunión enfureció al Ministerio de Relaciones Exteriores de Kirguistán, que declaró que la reunión «fundamentalmente no cumple con los principios de amistad y cooperación entre los dos países». El 29 de agosto, John Bolton, el asesor de Seguridad Nacional de los Estados Unidos, fue recibido por Lukashenko durante su visita a Minsk, que fue la primera de su tipo en dieciocho años. En noviembre de 2019, Lukashenko visitó la capital austriaca de Viena en una visita de estado, que fue la primera en tres años en un país de la Unión Europea. Durante la visita, se reunió con el presidente Alexander Van der Bellen, la canciller Brigitte Bierlein y el presidente del Consejo Nacional Wolfgang Sobotka. También presentó sus respetos en el Monumento a los Héroes del Ejército Rojo.

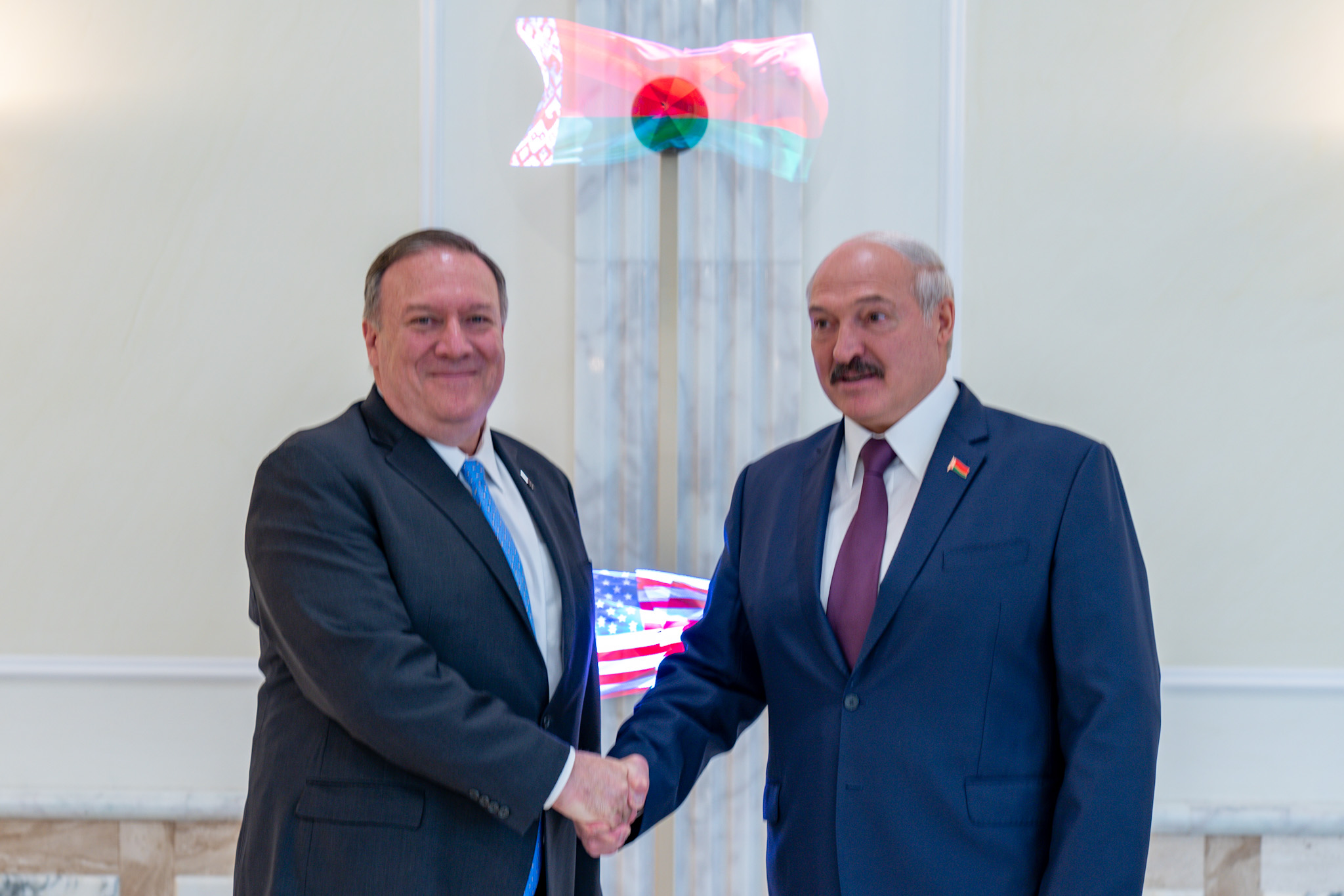
Lukashenko en su reunión con Mike Pompeo en febrero de 2020.

El 1 de febrero de 2020, Lukashenko celebró una reunión con el secretario de Estado de los Estados Unidos Mike Pompeo, siendo esta la primera reunión de su tipo desde 1994.
En medio de la pandemia por COVID-19, Lukashenko optó por seguir una estrategia inmovilista, sin tomar medidas de precaución y declarando que «en esta vida todo es posible. Pero lo importante es no caer en el pánico» y que «lo que más temo es que la gente enferme de psicosis, por lo que sucede en los medios de comunicación». También ordenó a la Agencia de Seguridad del Estado de la República de Bielorrusia (KGB) investigar a los medios y sitios web que «siembran el pánico” aconsejando protegerse del coronavirus con una «copa de vodka, sauna y trabajo con el tractor en el campo».
A finales de mayo de 2020 se inician una serie de protestas convocadas por el movimiento de oposición a Lukashenko para denunciar la detención de opositores a Lukashenko a las puertas de las elecciones presidenciales convocadas para agosto.
En junio de 2020, en vista a las elecciones presidenciales convocadas para el 9 de agosto, Lukashenko nombró a Román Golovchenko como nuevo primer ministro del país.  Ante la candidata que unió a la oposición para confrontarle en las urnas, Svetlana Tijanóvskaya, Lukashenko dijo que  una mujer presidenta «colapsaría, pobrecita», señalando que Bielorrusia «no ha madurado suficiente» para votar por una mujer.

### Sexto mandato (desde 2020)
En las elecciones presidenciales de 2020 los datos oficiales señalaron la nueva victoria de Lukashenko con el 80,23 % otorgando a la opositora Svetlana Tijanóvskaya el 9,9 % de los votos. Al día siguiente de celebrar las elecciones, el 10 de agosto, Rusia y China felicitaron a Lukashenko por su nueva reelección. La oposición no reconoció los resultados y denunció fraude. En la noche electoral y las siguientes noches se produjeron protestas en diferentes ciudades provocando al menos un muerto, varios heridos y más de cien detenidos según las ONG Viasna o Spring. Lukashenko llamó a los opositores «borregos que no entienden lo que quieren de ellos» y señaló que los verdaderos promotores de las protestas, según él eran Polonia, República Checa y elementos en Ucrania, Rusia o Lituania. El ministro de exteriores de Lituania informó el 11 de agosto de 2020 que la opositora Tijanóvskaya, se había refugiado en este país.
El 23 de septiembre, Lukashenko prestó juramento como presidente de Bielorrusia para su próximo mandato en una breve ceremonia de inauguración repentina sin previo aviso en Minsk. Los Ministros de Relaciones Exteriores de varios países han declarado que no consideran legítima esta juramentación, incluidos Lituania,Polonia, Alemania, Estonia, el Reino Unido y otros. La Unión Europea, a través del Alto Representante de la Unión Europea para Asuntos Exteriores y Política de Seguridad Josep Borrell, reafirmó su no reconocimiento a la legitimidad de Lukashenko. El Departamento de Estado de los Estados Unidos, a través de un portavoz, se expresó de manera similar diciendo que "Estados Unidos no puede considerar a Aleksandr Lukashenko como el líder legítimamente electo de Bielorrusia". Tras la toma de posesión de Lukashenko, estallaron protestas masivas de oposición en Minsk. Los manifestantes utilizaron más tácticas de confrontación que antes, bloquearon algunas carreteras y ahuyentaron a algunos vehículos policiales. La policía desplegó cañones de agua para dispersar a los manifestantes, y "la policía antidisturbios enmascarada utilizó tácticas que no se habían visto desde los violentos días inmediatamente posteriores a las disputadas elecciones de agosto".
En junio de 2021, la Unión Europea acordó fuertes sanciones contra Bielorrusia. Los sectores clave de su economía, como la potasa, el tabaco o los productos petrolíferos refinados, están en el punto de mira; a partir de ahora, el comercio en estos sectores está prohibido. Se reforzó el embargo de armas. Decenas de dirigentes políticos y funcionarios también son objeto de sanciones. Se les prohíbe permanecer en suelo europeo y se les confiscan los bienes que puedan tener. Estados Unidos, Canadá y el Reino Unido también anunciaron medidas similares.
El 25 de febrero de 2024, Alexander Lukashenko anunció que se presentaría a las elecciones presidenciales de 2025, lo que significa que se postulará para un octavo mandato consecutivo.
En agosto de 2025, Alexander Lukashenko anunció que en las elecciones de 2029 no se presentaría, dejando el mando tras más de 30 años en él.

## Políticas
Desde su ascenso al poder como candidato independiente en las elecciones presidenciales de 1994, Lukashenko se ha caracterizado por concentrar el poder del país en torno a su figura. Además de ostentar la presidencia, es el Comandante Jefe de las Fuerzas Armadas de Bielorrusia y presidente del Comité Olímpico Bielorruso, entre otras entidades estatales.

### Economía
Cuando Lukashenko llegó al poder en 1994, prometió la recuperación económica de Bielorrusia sobre la base de un socialismo de mercado. Tres años antes, los efectos de la transición del antiguo modelo soviético a otro capitalista habían provocado un descenso en el nivel de vida de los ciudadanos. El sector industrial se encontraba en crisis y las exportaciones estaban en caída libre por la falta de demanda exterior. Además, debe tenerse en cuenta que el accidente de Chernóbil de 1986 seguía teniendo efectos negativos en la agricultura local: más del 20% del campo estaba contaminado.
El presidente puso en marcha una economía planificada que recuperaba elementos de la época soviética, a diferencia del resto de la antigua URSS que siguió con las reformas. Entre otras medidas renacionalizó entidades bancarias, dobló el salario mínimo y reintrodujo el control de precios. Veinte años después de su ascenso, la mayor parte de la economía era estatal. Así, el 51,2% de los bielorrusos están empleados por las compañías públicas, el 47,4% son empleados por empresas privadas de Bielorrusia (de los cuales 5,7% son en parte propiedad de extranjeros), y el 1,4% son empleados por empresas extranjeras. No obstante, desde el estallido de la crisis económica de 2008 algunas entidades han sido privatizadas. La fuerza laboral se compone de más de cuatro millones de personas y se presupone pleno empleo según las estadísticas estatales, con una tasa de paro del 1% y un sueldo medio de 400 euros mensuales. El porcentaje de personas que viven por debajo del umbral de pobreza bajó entre 1992 y 2020 del 41,9% al 5,6%, según datos del Banco Mundial. La sanidad y la educación son públicas y gratuitas.
Una política económica dirigista permite a Bielorrusia mantener una actividad industrial dinámica (36% del PIB en 2018) y un sector agrícola más importante que en los países de la región. También se están desarrollando actividades de servicio. Aunque fue designado como prioridad nacional en 2012, el turismo está en auge gracias al desarrollo de las infraestructuras entre 2011 y 2015. El número anual de turistas pasó de 60.000 en 2000 a más de once millones en 2018.
El modelo social de Bielorrusia sigue inspirándose en parte en el periodo comunista. El modelo social promovido por Lukashenko", señala la académica Anna Lebedev, especialista en sociedades postsoviéticas, "consistía en mantener los servicios públicos hospitalarios, escolares y culturales. Aunque la infraestructura sanitaria está envejecida, la población se beneficia de un sistema sanitario universal con una política de prevención y visitas obligatorias. La tasa de alfabetización se acerca al 100% y la esperanza de vida aumentó seis años entre 2002 y 2018 hasta alcanzar los 74 años. Bielorrusia también tiene una tasa de mortalidad infantil de 2,6 por cada 1000 nacimientos, que es inferior a la de Francia y Alemania.
Bielorrusia depende en gran parte de Rusia, su mayor aliado internacional. La industria de Bielorrusia es muy dependiente de los rusos por la importación de materias primas, en especial petróleo y gas, que la Federación le suministra a precios negociados. En total, representan casi el 60% de las importaciones y el 33% de las exportaciones. Bielorrusia ha especializado su economía en industria, maquinaria pesada (especialmente tractores), vehículos agrícolas y refinado de petróleo. Desde 2006, la Unión Europea se ha convertido en un importante socio, con la que lleva a cabo casi un tercio del comercio exterior. Es además miembro del programa cooperativo de energía «INOGATE».
El producto interno bruto (PIB) volvió a crecer en 1996, cuando se recuperó el nivel de exportaciones. Esto ha hecho que el Gobierno haya puesto más énfasis en su uso para el bienestar social y los subsidios estatales. Durante la década de 2000 el PIB ha estado creciendo en una media superior a los cinco puntos porcentuales, con picos del 10% en 1997 y 2004. En cuanto al PIB per cápita, ha pasado de 1400 dólares en 1993 a 5700 dólares en 2013. Los avances se han estancado durante la crisis económica de 2008. El estado ha recibido créditos del Fondo Monetario Internacional, de China y de otras agencias internacionales, condicionados a la puesta en marcha de reformas económicas.
Después de la recuperación económica, uno de los mayores retos de Lukashenko fue la crisis desatada por la devaluación del rublo bielorruso en 2011. En meses anteriores, los ciudadanos estaban convirtiendo sus ahorros de rublos a dólares ante el temor de una depreciación, llegando incluso a generar déficit de divisas. La devaluación ha provocado un aumento de la inflación superior al 108% y la rebaja del salario mínimo.

### Relaciones internacionales

#### Rusia

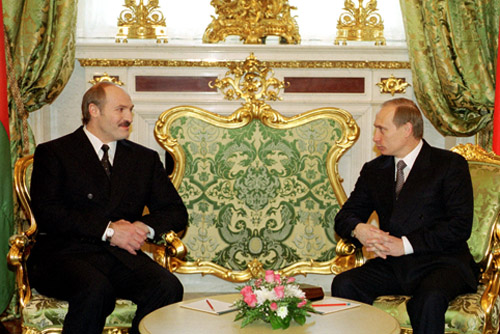
Lukashenko con Vladímir Putin (2000).

Desde su elección en 1994, Bielorrusia ha sido un aliado de Rusia en el ámbito internacional. Ambos mantienen relaciones comerciales de primer nivel, en buena parte porque depende de ellos para la importación de materias primas y la exportación. Los acuerdos más importantes que han sellado son la Unión de Rusia y Bielorrusia («Estado de la Unión»), una confederación supranacional constituida en 1997; la Comunidad Económica Eurasiática (2000) y la Unión Aduanera Euroasiática. Bielorrusia ya era miembro de la Comunidad de Estados Independientes (CEI) desde su fundación.
Las relaciones entre Lukashenko y el gobierno de Rusia se han deteriorado en los últimos años. Durante las protestas prorrusas en Ucrania de 2014, el mandatario ha criticado los referendos del Donbás, al tiempo que dio su apoyo al gobierno de Kiev. Su papel internacional se vio reforzado como mediador entre los presidentes Vladímir Putin y Petró Poroshenko. Entre 2014 y 2015, la capital fue sede de las reuniones del protocolo de Minsk (octubre de 2014) y Minsk II (febrero de 2015) para buscar el final de la guerra del Donbás. A finales de 2019 se produjo un desacuerdo sobre el precio de las exportaciones rusas de petróleo y gas a Bielorrusia. El país recibe crudo de Rusia subvencionado y, tras refinarlo, lo vende a terceros países a precio de mercado ha denunciado Moscú. En 2020, se estima que el peso de los subsidios rusos en la economía bielorrusa puede alcanzar el 15 % del PIB.
Por otro lado, a principios de la campaña electoral para las elecciones presidenciales de 2020 se acusó al consorcio de gas Gazprom de intentar desestabilizar Bielorrusia en represalia contra Lukashenko por oponerse a firmar el tratado de la Unión Estatal con Rusia. Por otro lado, durante el último tramo de campaña en julio se detuvo a 33 supuestos mercenarios rusos de la compañía militar privada Wagner, vinculada con el Kremlin.
En junio de 2023, fue mediador entre Putin y Prigozhin, el cual este último había lanzado una una rebelión contra el gobierno ruso y anunció que trasladaría sus fuerzas a Rusia, capturando Rostov del Don antes de marchar sobre Moscú.

#### Unión Europea
En el ámbito diplomático, Lukashenko juega con la posición estratégica de Bielorrusia en el mapa, a medio camino entre Europa Occidental y Rusia. Con la Unión Europea ha mantenido episodios de tensión, alimentados por las denuncias de persecución a rivales, la violación sistemática de derechos humanos, la expulsión de embajadores y los informes de la OSCE. Incluso en 2010 se le prohibió la entrada a cualquier estado miembro por presunta represión. Desde que la UE adoptó su política de «cambio a través del compromiso», Lukashenko ha acercado posturas con tímidas reformas. Hoy en día, tiene acuerdos comerciales con varias naciones europeas, entre ellas sus vecinos de Lituania, Polonia y Letonia.

#### Estados Unidos
Las relaciones bilaterales con los Estados Unidos han sido aún más complicadas debido a que el Departamento de Estado apoya a la oposición y a que el gobierno de Bielorrusia puso trabas para que los organismos estadounidenses puedan establecerse allí. Sin embargo el 1 de febrero de 2020, Lukashenko celebró una reunión con el secretario de Estado de los Estados Unidos Mike Pompeo, siendo esta la primera reunión de su tipo desde 1994 y antes de las elecciones presidenciales de 2020 en las que Lukashenko aspiraba a un sexto mandato, se normalizaron los lazos entre Washington y Minsk acordando el retorno del embajador tras doce años de ausencia y el envío de una primera partida de petróleo estadounidense para cubrir el vació dejado por el petróleo ruso.

#### China y otros países
Bielorrusia ha aumentado la cooperación con la República Popular China, reforzada con una visita oficial en octubre de 2005. Tiene fuertes lazos con Siria e Irán, países a los que Lukashenko considera socios clave en Oriente Medio, con Venezuela para la compra de materias primas y con otros estados de la Alianza Bolivariana para los pueblos de Nuestra América (ALBA-TCP). Anteriormente, mantuvo buenas relaciones con Irak y Yugoslavia, en los tiempos en los que gobernaban Sadam Huseín y Slobodan Milošević, respectivamente.

## Controversias
Bajo su mandato, el gobierno de Bielorrusia ha sido denunciado repetidas veces por violaciones reiteradas de los derechos humanos. Se han reportado acciones contra activistas de Zubr, periodistas independientes, medios de comunicación y políticos rivales. Es además el único estado de Europa Oriental que mantiene la pena de muerte. Ha sido descrito como «el último dictador de Europa».
El propio Lukashenko ha calificado su forma de gobernar de «autoritaria».
«Me caracteriza un estilo de gobernar autoritario, y siempre lo he admitido (...) necesitas controlar el país, y lo principal es no perjudicar la vida de las personas.»
Desde su ascenso al poder en 1994, ha ganado todas las elecciones y referendos a los que se ha presentado con un porcentaje superior al 70 % de los votos. Tales números han hecho que la Organización para la Seguridad y la Cooperación en Europa le acuse de «fraude electoral». La primera vez que sucedió fue en 1996, con la consulta de reforma constitucional en la que se dotaban de amplios poderes al presidente. Aunque al principio existía un límite presidencial de dos legislaturas, Lukashenko lo abolió en 2004 a través de otro referendo para consolidarse en el poder. Los observadores europeos han denunciado sistemáticamente el elevado número de «voto anticipado», la imposibilidad de acceder al recuento en varias ciudades y la escasa publicidad de los líderes opositores.
Varios miembros de la oposición han sido encarcelados bajo su mandato, presuntamente por razones políticas. Alés Bialiatski, presidente del Centro de Derechos Humanos Viasna, estuvo encarcelado durante mil días por un supuesto delito de fraude fiscal que no quedó demostrado. En diciembre de 2010, el día después de las elecciones, siete de los nueve candidatos rivales fueron detenidos por alteración del orden tras una manifestación. Entre ellos estaba Andréi Sénnikov, cofundador de la entidad opositora Carta 97 y anterior ministro de Exteriores con Lukashenko entre 1995 y 1996. Sannikov fue indultado en 2012. Por otra parte, también ha sido acusado de corrupción y nepotismo, algo que él siempre ha negado.
La recuperación de un modelo basado en el socialismo de mercado empeoró sus relaciones con los Estados Unidos, que durante los años 1990 defendían la implantación directa de medidas capitalistas para la transición tras el colapso de la URSS. Esto no se limita al campo económico: en 1995 se cambiaron los símbolos nacionales por otros similares a los de la república soviética, y algunos organismos oficiales como la Agencia de Seguridad del Estado mantienen la denominación anterior (KGB). Lukashenko siempre se ha mostrado orgulloso de haber sido el único político que votó en contra de la disolución de la URSS. El presidente utiliza a su favor el crecimiento que Bielorrusia ha alcanzado desde su independencia bajo el modelo socialista. Cuando la comunidad internacional le ha sancionado por posiciones autoritarias, este les ha acusado a su vez de «conspiración» contra el país al que representa. Las acusaciones de financiación extranjera a la oposición se las ha hecho no solo a EE. UU. y a la UE, sino también a Rusia cuando las relaciones entre ambos han empeorado.
Lukashenko ha destacado también por sus polémicas declaraciones, que van desde acusaciones políticas, declaraciones machistas u homófobas hasta la simple descalificación. En 2012, dos días después de que los líderes de la Unión Europea pidieran sanciones internacionales contra Bielorrusia por sus presuntas violaciones de los derechos humanos, declaró «es mejor ser un dictador que ser gay». Esta frase fue un ataque personal al ministro alemán de Exteriores, Guido Westerwelle, quien le llamó «el último dictador de Europa».
También ha sido señalado por jactarse de machista. Tras la presentación de Svetlana Tijanóvskaya como candidata a las elecciones presidenciales de 2020 dijo que una mujer «nunca sería presidenta de Bielorrusia»  y que era una «pobre chica» que «no sabe ni donde está (...) es muy poquita cosa».
Por otra parte ha minimizado y ridiculizado la gravedad de la COVID-19. Entre otras declaraciones realizadas aseguró que tras contraer la enfermedad la superó sin problema y para superarla aconsejó «trabajar duro en el campo, tomar una sauna y un poco de vodka». La mala gestión de la pandemia de la COVID-19, según los analistas es una de las causas del aumento de la contestación en el país junto a los bajos salarios y la falta de libertades. Hasta el 6 de agosto de 2020 Bielorrusia había declarado 68.000 infectados y 580 muertes por coronavirus.

## Religión
Aleksandr Lukashenko en varias entrevistas se definió como un «cristiano cultural de corte ortodoxa», es decir, un ateo con valores y moral basados en los dictámenes de la Iglesia ortodoxa.

## Vida personal

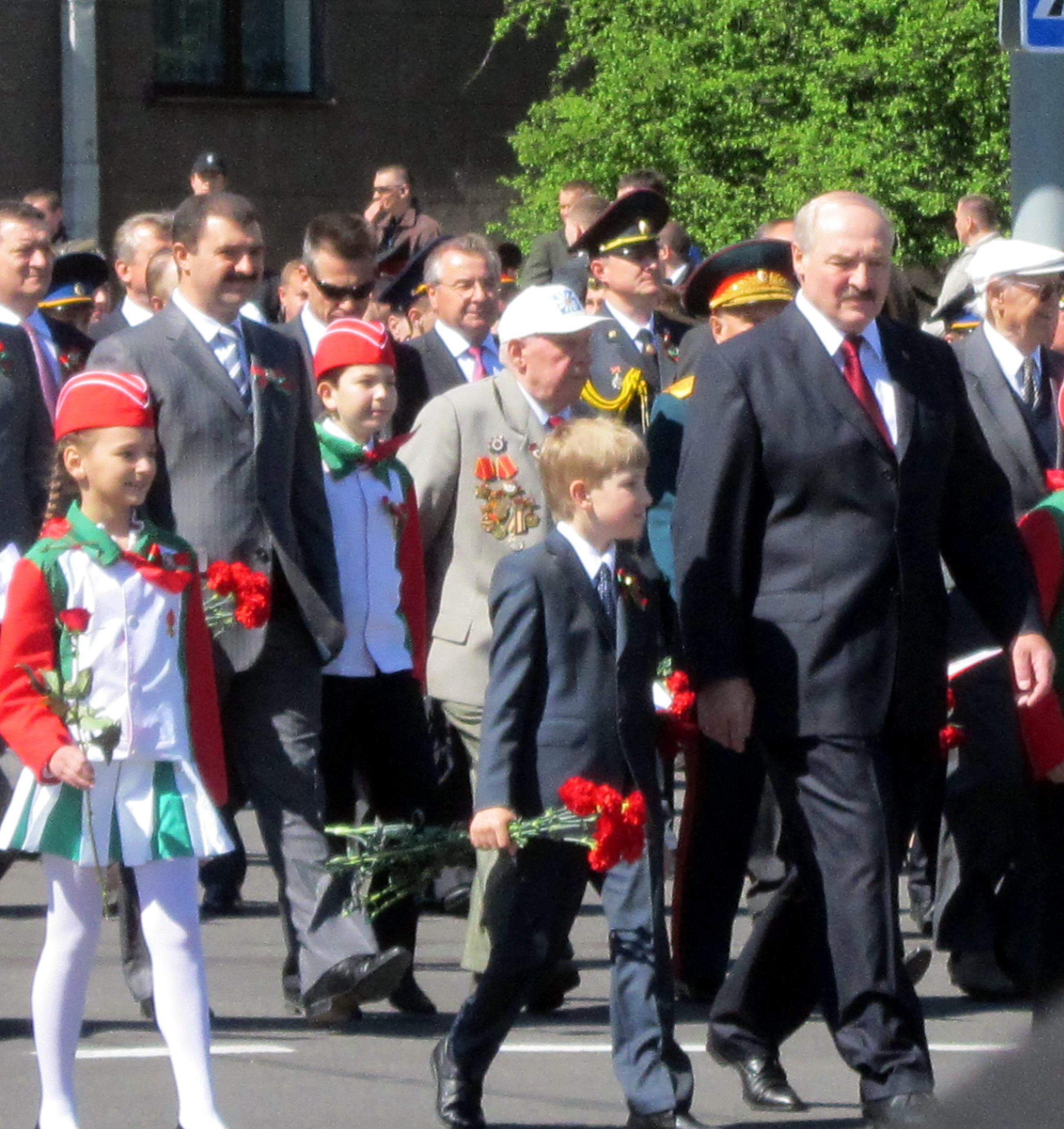
Lukashenko acude con su hijo Nikolái al desfile del Día de la Victoria de 2012. Al fondo de la imagen, con bigote, aparece Víktor Lukashenko.

Aleksandr Lukashenko vive separado. Su primera esposa fue Galina Radzivónauna (neé Zhelneróvich), con la que se casó en 1975. Oficialmente el matrimonio no se ha roto, pero es notorio que ya no están juntos desde hace varios años. Con Galina ha tenido sus dos primeros hijos, ambos implicados en política: Víktor (1975), uno de los responsables de la seguridad estatal, y Dmitri (1980), miembro del Comité Olímpico Bielorruso y director en diversos negocios estatales.
El presidente ha tenido un tercer hijo, Nikolái «Kolya» Lukashenko (2004). Durante años se ha desconocido la identidad de la madre, hasta que en 2008 admitió que era Irina Abélskaya, su anterior doctora personal. Nikolái ha aparecido en multitud de actos oficiales desde la década de 2010, algunas veces con un traje hecho a medida. Si bien se ha informado que el padre desea que siga sus mismos pasos, este lo ha negado rotundamente en los medios oficiales del país.
Al margen de la política, Aleksandr Lukashenko es un apasionado del hockey sobre hielo. Con motivo de los Juegos Olímpicos de Invierno de Sochi 2014, el presidente ruso Vladímir Putin y el bielorruso lideraron dos equipos para un partido amistoso en el que colaboraron deportistas reconocidos como Pável Bure y Viacheslav Fetísov.

## Condecoraciones
- Medalla Conmemorativa del 850.º Aniversario de Moscú (1997, Rusia)
- Orden José Martí (2000, Cuba)[5]
- Orden de la Revolución (2000, Libia)
- Ciudadano Ilustre de Ereván (2001, Armenia)
- Orden al Mérito por la Patria, Segunda Clase (2001, Rusia)
- Diploma de Honor de la Comunidad Económica Eurasiática (2006)
- Caballero de primera clase de la Orden de San Vladimiro (2007, Rusia)
- Collar de la Orden del Libertador (2007, Venezuela)[158]
- Orden Francisco de Miranda (2010, Venezuela)[159]
- Orden de la República de Serbia (2013, Serbia)[160]
- Orden de Alejandro Nevski (2014, Rusia)[5]
- Orden del Primer Presidente de la República de Kazajistán y Líder de la Nación Nursultán Nazarbáyev (2019, Kazajistán)[161][162]
- Gran Collar de la Orden de la Independencia (2023, Guinea Ecuatorial)[163]
- Orden del Santo Apóstol Andrés el Primero Llamado (2024, Rusia)[164]